# Jean-Baptiste de Foix
Jean-Baptiste de Foix (mort en Comminges le 18 octobre 1501) est un ecclésiastique qui fut  évêque de Dax  de 1459 à 1466 puis évêque de  Comminges de 1466 à 1501.

## Biographie
Jean-Baptiste de Foix, dit le « Bâtard de Grailly », est le fils illégitime du comte Mathieu de Foix-Comminges et d'Ismène de Kersagna. En 1459, il est nommé évêque de Dax sous réserve d'une pension de 800 livres à verser à son oncle le cardinal Pierre de Foix. Il est transféré à l'évêché de Comminges en 1466. En 1481, il assiste à l'entrée à Pampelune de François Fébus, roi de Navarre. En décembre 1498, il est légitimé et il meurt en octobre 1501 après avoir désigné son chapitre comme héritier.

## Ouvrages
Grand amateur de livres, Jean de Foix a fait réaliser un missel romain (BnF, Latin 16827), terminé en 1492 d'après le colophon, attribué à l'enlumineur toulousain Liénard de Lachieze par Aurélia Cohendy,,,.